# Fédération de football d'Asie du Sud-Est
La Fédération de football d'Asie du Sud-Est ou Fédération de football de l'ASEAN (en anglais ASEAN football federation, couramment désignée par le sigle AFF) est une fédération internationale de football regroupant les fédérations nationales membres de l'Association des nations de l'Asie du Sud-Est (ASEAN).
Cette fédération est accréditée par la FIFA. Elle organise le Championnat de l'ASEAN de football.

## Liste des fédérations
Créée le 31 janvier 1984, la confédération compte alors 6 membres : Singapour, les Philippines, l'Indonésie, la Malaisie, Brunéi et la Thaïlande. En 1996, 4 nouvelles fédérations rejoignent l'ASEAN, il s'agit du Viet-Nam, du Laos, du Cambodge et de la Birmanie. Le Timor-Oriental devient membre en 2004 après avoir été reconnu membre de l'AFC et de la FIFA et l'Australie est invité à rejoindre la confédération en 2006, lorsqu'elle quitte l'OFC pour devenir membre à part entière de la confédération asiatique.
| Pays           | Fédération nationale | Équipe nationale                                                      | Championnat national | Coupe nationale | Membre depuis |
| -------------- | -------------------- | --------------------------------------------------------------------- | -------------------- | --------------- | ------------- |
| Australie      | Fédération           | Équipe d'Australie de football Équipe d'Australie de football féminin | Championnat          | Coupe           | 2006          |
| Birmanie       | Fédération           | Équipe de Birmanie de football                                        | Championnat          | Coupe           | 1996          |
| Brunei         | Fédération           | Équipe de Brunei de football                                          | Championnat          | Coupe           | 1984          |
| Cambodge       | Fédération           | Équipe du Cambodge de football                                        | Championnat          | Coupe           | 1996          |
| Indonésie      | Fédération           | Équipe d'Indonésie de football                                        | Championnat          | Coupe           | 1984          |
| Laos           | Fédération           | Équipe du Laos de football                                            | Championnat          | Coupe           | 1996          |
| Malaisie       | Fédération           | Équipe de Malaisie de football                                        | Championnat          | Coupe           | 1984          |
| Philippines    | Fédération           | Équipe des Philippines de football                                    | Championnat          | Coupe           | 1984          |
| Singapour      | Fédération           | Équipe de Singapour de football                                       | Championnat          | Coupe           | 1984          |
| Thaïlande      | Fédération           | Équipe de Thaïlande de football                                       | Championnat          | Coupe           | 1984          |
| Timor oriental | Fédération           | Équipe du Timor oriental de football                                  | Championnat          | Coupe           | 2004          |
| Viêt Nam       | Fédération           | Équipe du Viêt Nam de football                                        | Championnat          | Coupe           | 1996          |